# Martin Zeil
Martin Zeil, né le 28 avril 1956 à Munich, est un homme politique allemand membre du Parti libéral-démocrate (FDP).

## Biographie
Il obtient son Abitur en 1975 et entre à l'université Louis-et-Maximilien de Munich pour y étudier le droit. Six ans plus tard, il réussit son premier examen juridique d'État. Il passe le second avec succès en 1984 et est engagé au sein du département juridique de la Hauck & Aufhäuser Privatbankiers à Munich.
En 1985, il est admis au barreau de la cour locale de Starnberg, puis est nommé chef du département juridique de la banque privée où il travaille en 1998.
Il est marié avec Barbara Daumiller-Zeil et père d'une fille et deux fils.

## Vie politique

### Comme membre du FDP
Il rejoint le Parti libéral-démocrate (FDP) en 1974, et participe à la fondation des Jeunes libéraux (JuLis). Il en prend la présidence en Bavière en 1981 pour deux ans.
En 1987, il intègre le comité directeur du FDP dans le district de Haute-Bavière. Huit ans plus tard, il est porté à sa présidence et devient membre du comité directeur régional. Il est désigné Vice-président du parti en Bavière pour un an à partir de 1997.
Il renonce progressivement à l'ensemble de ses fonctions entre 1998 et 1999, mais fait son retour au comité directeur régional dès décembre 2000. En février 2007, Martin Zeil est nommé secrétaire général régional par Sabine Leutheusser-Schnarrenberger, qui préside le FDP de Bavière. Il est redevenu Vice-président régional en février 2009.

### Au niveau institutionnel
En 1990, il est élu à l'assemblée de l'arrondissement de Starnberg, et y prend la présidence du groupe libéral en 1996. La même année, il est nommé préfet adjoint de l'arrondissement. Il renonce à ces fonctions en 2005 et 2002, et entre au Bundestag lors des élections du 18 septembre 2005.
Il intègre le Landtag de Bavière le 28 septembre 2008, et démissionne de son mandat de député fédéral. Le 30 octobre, Martin Zeil est nommé Vice-Ministre-président et ministre de l'Économie, des Infrastructures, des Transports et de la Technologie de Bavière par Horst Seehofer. Aux régionales qui se tiennent cinq ans plus tard, le 15 septembre 2013, le FDP disparaît de nouveau du Landtag. Il quitte donc le gouvernement le 10 octobre suivant.